# Kristofferson (Album)
Kristofferson beziehungsweise Me and Bobby McGee ist das Debütalbum des Country-Musikers und Songwriters Kris Kristofferson. Es erschien 1970 bei Monument Records.

## Entstehungsgeschichte
Kris Kristofferson hatte sich bereits vor den Aufnahmen zu seinem Debütalbum einen Namen gemacht. 1963 hatte Dave Dudley sein Lied Viet Nam Blues aufgenommen, 1969 nahm Roger Miller Me and Bobby McGee auf. 1969 bot ihm schließlich Bob Beckham einen Vertrag bei Monument Records an. Als Kristofferson einen Teil seiner neuen Lieder To Beat the Devil, Jody and the Kid, Best of All Possible Worlds und Duvalier’s Dream vorspielte, bestätigte dieser den Vertrag und drängte auf eine Albenaufnahme.
Kristofferson nahm zwölf Songs im Monument Recording Studio auf, Fred Forster produzierte das Album, als Toningenieur wirkte Tommy Strong mit. Alle Lieder wurden von Kristofferson geschrieben, nur bei Me and Bobby McGee (Fred Forster) und Blame It on the Stones (John Wilkin) gab es Co-Autorenschaften. Das Album wurde im April 1970 unter dem Titel Kristofferson veröffentlicht. Kristofferson promotete das Album über eine mehrwöchige Tour, die ihn von Los Angeles am 23. Juni 1970 zum Isle of Wight Festival (26. Juli) nach Großbritannien und zum Abschluss New York City führte.

## Neuauflagen

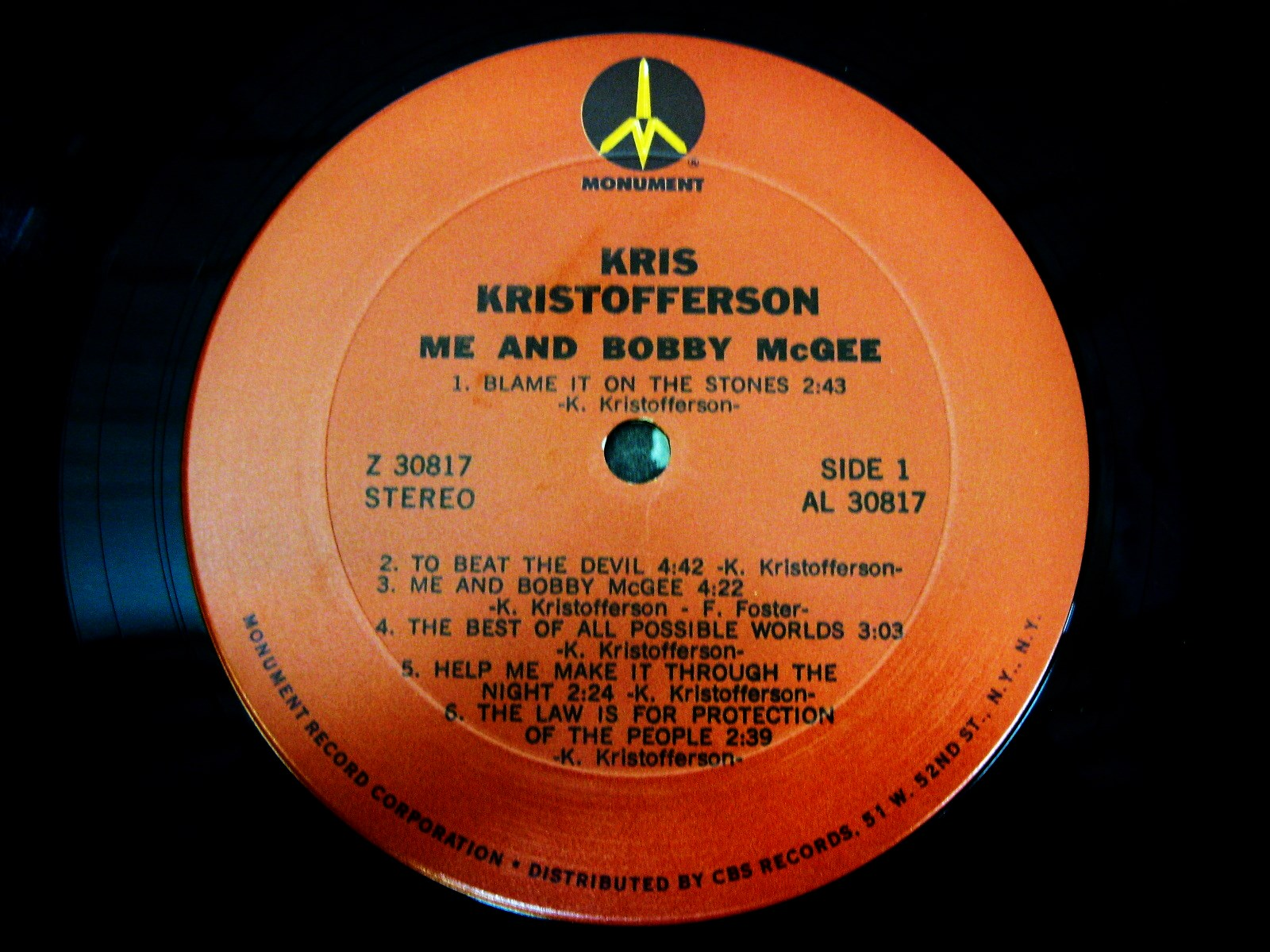
Kris Kristofferson - Me and Bobby McGee

Trotz eines Achtungserfolgs wurde das Album schließlich recht schnell nicht mehr gepresst. Die Nachfrage nach den Originalversionen der Kristofferson-Lieder stieg jedoch, insbesondere da andere Interpretationen in die Charts kamen. Mittlerweile war Monument von CBS Records aufgekauft worden und in ein Sublabel von Columbia umgewandelt worden. Nachdem im Juli 1971 Kristoffersons Zweitwerk The Silver Tongued Devil And I veröffentlicht worden war, legte Columbia auch sein Debütalbum neu auf, jedoch unter dem Titel Me and Bobby McGee und mit verändertem Coverartwork, aber identischer Trackliste. Die CD-Veröffentlichung 2001 erfolgte wiederum unter dem ursprünglichen Titel Kristofferson. Zusätzlich erhält diese Auflage vier Bonustracks, die aus der gleichen Aufnahme-Session wie die übrigen Stücke des Albums stammen.

## Titelliste
1. Blame It on the Stones (Kristofferson/John Wilkin) – 2:46
2. To Beat the Devil – 4:43
3. Me and Bobby McGee (Kristofferson/Fred Foster) – 4:23
4. Best of All Possible Worlds – 3:01
5. Help Me Make It Through the Night – 2:24
6. The Law Is for Protection of the People – 2:40
7. Casey’s Last Ride – 3:37
8. Just the Other Side of Nowhere – 3:39
9. Darby’s Castle – 3:19
10. For the Good Times – 3:25
11. Duvalier’s Dream – 2:58
12. Sunday Mornin’ Comin’ Down – 4:34

2001 veröffentlichte Columbia Records eine remasterte Version mit folgenden Bonustracks:
1. The Junkie and the Juicehead, Minus Me – 3:24
2. Shadows of Her Mind – 3:13
3. The Lady’s Not for Sale (Kristofferson/Carol Pugh) – 3:27
4. parCome Sundown – 2:36

## Rezeption
Ein Teil der Stücke wurde bereits früher veröffentlicht, ein anderer Teil wurde zeitnah zur Veröffentlichung des Albums von anderen Künstlern interpretiert. So wurde Johnny Cashs Version von Sunday Mornin’ Comin’ Down ein Hit, und das Lied wurde 1970 bei den Country Music Association Awards als Song of the Year (Lied des Jahres) ausgezeichnet. Auch Janis Joplins kurz vor ihrem Tod aufgenommene Version von Me and Bobby McGee wurde ein Hit. Weitere Lieder des Albums wurden von Ray Price (For the Good Times) und Sammi Smith (Help Me Make It Through the Night) interpretiert.
Das Album gilt neben den Werken von Willie Nelson, Waylon Jennings, Merle Haggard und Johnny Cash als Initialzündung der Outlaw-Bewegung.

## Kommerzieller Erfolg

### Chartplatzierungen
Das Album verkaufte sich beim Erscheinen etwa 32.000 Mal, die neue Version unter dem Titel Me and Bobby McGee erreichte Platz 10 der Billboard-Country-Charts und Platz 43 der Billboard 200.
| ChartsChartplatzierungen       | Höchstplatzierung | Wochen |
| ------------------------------ | ----------------- | ------ |
| Vereinigte Staaten (Billboard) | 43 (22 Wo.)       | 22     |

### Auszeichnungen für Musikverkäufe
Es wurde am 18. Dezember 1974 von der Recording Industry Association of America mit einer Goldenen Schallplatte ausgezeichnet.
| Land/Region               | Auszeichnungen für Musikverkäufe (Land/Region, Auszeichnung, Verkäufe) | Verkäufe |
| ------------------------- | ---------------------------------------------------------------------- | -------- |
| Vereinigte Staaten (RIAA) | Gold                                                                   | 500.000  |
| Insgesamt                 | 1× Gold ·                                                              | 500.000  |